# Tajpan pustynny
Tajpan pustynny, tajpan śródlądowy (Oxyuranus microlepidotus) – gatunek węża z rodziny zdradnicowatych, jeden z najgroźniejszych jadowitych węży. Zamieszkuje pustynne tereny Australii. Zasięg występowania obejmuje zachodnią i południowo-zachodnią część stanu Queensland, północno-wschodnią część Australii Południowej i zachodnią część Nowej Południowej Walii.

## Biologia i ekologia
Dojrzałość płciowa osiągana jest stosunkowo szybko, samce stają się dorosłe po osiągnięciu ok. 80 cm, a samice przy ok. 100 cm. Okres inkubacji trwa 2 miesiące. Gatunek ten jest jajorodny, samice składają od 7 do 20 jaj, a ich okres inkubacji wynosi 60–80 dni. W niewoli tajpany pustynne szybko rozwijają się: osobniki męskie osiągają dojrzałość płciową w 16. miesiącu życia, a samice w 28. miesiącu. Występuje dymorfizm płciowy.
Dieta tajpana pustynnego obejmuje małe gryzonie, przede wszystkim myszy i szczury. Tajpan pustynny żywi się głównie rodzimym gatunkiem szczura długowłosego, którego dostępność jest duża po silnym deszczu. Gryzonie te są ruchliwe i agresywne, w związku z czym niektórzy naukowcy uważają, że siła jadu i sposób polowania tajpana wykształciły się w toku ewolucji jako mechanizm adaptacyjny – wąż musi szybko poskromić ofiarę, nim ta wyrządzi mu krzywdę lub ucieknie. Selekcja pokarmu przez węża ma swoje minusy – kiedy liczebność populacji szczurów w czasie pory suchej drastycznie spada, tajpany stają się wychudzone i tracą swoją lśniącą skórę. U tego zdradnicowatego nie ma związanej z wiekiem różnicy w rodzaju pobieranego pokarmu.

## Jad
Jad tajpana pustynnego jest przede wszystkim neurotoksyczny, ale zawiera też elementy hemotoksyczne, wpływające na krzepnięcie krwi. Jad tajpana pustynnego uznawany jest za najbardziej toksyczny na świecie, LD50 dla myszy wynosi 0,02 mg/kg.
Jad wykorzystuje się w licznych badaniach farmakologicznych, sprawdzając i analizując skład jadu, szukając zastosowań w medycynie. Skład jadu tajpana jest słabo przebadany, w 2005 roku znane były sekwencje aminokwasowe tylko 7 białek, wchodzących w skład jadu. Neurotoksyny jadu tajpana pustynnego wykorzystywane są do badań laboratoryjnych, skupiających się na badaniu układu mięśniowo-nerwowego. Prokoagulant z jadu wykorzystywany jest do oznaczania ilości protrombiny w cytoplazmie i badaniach dotyczących koagulacji krwi.
Jad tajpana pustynnego jest mieszaniną kompleksowych połączeń białek oraz nieproteinowych związków, większość substancji nie została jeszcze w pełni scharakteryzowana. W jego skład wchodzą: neurotoksyny przedsynaptyczne – paradoksyna (PDX) oraz postsynaptyczne – oksylepitoksyna (ang. oxylepitoxin I), oksytoksyna (ang. α- oxytoxin I) oraz skutoksyna (ang. α- scutoxin I), porażające układ nerwowy, związki przeciwzakrzepowe – meziotrombina, miotoksyny – wpływające na pracę mięśni, nefrotoksyny – uszkadzające nerki oraz hialuronidazę. Paradoksyna należy do najsilniejszych β-neurotoksyn, które uniemożliwiają syntezę acetylocholiny.

## Status i ochrona gatunkowa
W Czerwonej księdze gatunków zagrożonych IUCN po raz pierwszy sklasyfikowano go dopiero w 2018 roku – otrzymał status LC, czyli najmniejszej troski.
Jak każdy australijski wąż, tajpan pustynny jest chroniony prawnie. W Australii jego status ochronny zależy od miejsca występowania. W północnej Australii uznany jest za gatunek niezagrożony, w Queenslandzie jako bliski zagrożenia, a w Wiktorii i Nowej Południowej Walii za wymarły lub prawie wymarły. Rzadko wchodzi w interakcję z człowiekiem. Mimo najsilniejszego wśród zwierząt jadu, tajpan pustynny pada ofiarą innych gatunków. Wąż mulga (Pseudechis australis) jest odporny na jad większości australijskich węży i jest znany z tego, że zjada młode tajpany pustynne.

## Znaczenie gospodarcze gatunku
Tajpan ma wpływ na gospodarkę w kontekście prowadzonych nad nim badań naukowych. Antytoksyna produkowana jest przez Australijski Park Gadów i Laboratorium Surowic Commonwealth w Melbourne. Oprócz tego występuje w licznych ogrodach zoologicznych, do których przyjeżdżają turyści, by obejrzeć najbardziej jadowitego węża na Ziemi.